# Вадоховиці
Вадоховиці (пол. Wadochowice) — село в Польщі, входить до складу гміни Зембіце Зомбковицького повіту Нижньосілезького воєводства.
Населення — 250 осіб (2011).
У 1975-1998 роках село належало до Валбжиського воєводства.

## Демографія
Демографічна структура станом на 31 березня 2011 року:
|          | Загалом | Допрацездатний вік | Працездатний вік | Постпрацездатний вік |
| -------- | ------- | ------------------ | ---------------- | -------------------- |
| Чоловіки | 122     | 30                 | 82               | 10                   |
| Жінки    | 128     | 25                 | 75               | 28                   |
| Разом    | 250     | 55                 | 157              | 38                   |